# Sarwe Iyasou d'Éthiopie
Sarwe Iyasou d'Éthiopie (Guèze ሣርወ ኢየሱስ Sārwa Iyasūs, « Armée de Jésus », Amharique. Sārwe Iyesūs), négus d'Éthiopie sous le nom de Meherka Nan de mai à septembre 1433.
Il est mort en 1433.
Fils aîné et successeur de Takla Maryam, il ne règne que quatre mois.